# Aenictus asperivalvus
Aenictus asperivalvus este o specie de furnică militară de culoare maro deschis, găsită în Coasta de Fildeș.